# Dianópolis (tiểu vùng)
Dianópolis là một tiểu vùng thuộc bang Tocantins, Brasil. Tiều vùng này có diện tích 47173 km², dân số năm 2007 là 111832 người.